# Porphyridiaceae
Porphyridiacées
Famille
Genres de rang inférieur
- Porphyridium
- Erythrolobus
- Flintiella
- Timspurckia

La famille des Porphyridiaceae est une famille d’algues rouges unicellulaires de l’ordre des Porphyridiales.

## Liste des genres
Selon AlgaeBase (7 août 2013) :
- genre Erythrolobus J.L.Scott, J.B.Baca, F.D.Ott & J.A.West
- genre Flintiella F.D.Ott
- genre Porphyridium Nägeli
- genre Timspurckia E.C. Yang, J.L. Scott & J.A. West

Selon ITIS (7 août 2013) :
- genre Chroothece Hansgrig, 1884
- genre Flintiella F. D. Ott, 1970
- genre Petrovanella Kylin, 1956
- genre Porphyridium Naegeli, 1894
- genre Rhodella L. Evans, 1970
- genre Rhodosorus Geitler, 1030
- genre Vanhoeffenia Wille, 1924

Selon NCBI (7 août 2013) :
- genre Chroodactylon
  - Chroodactylon ornatum
- genre Chroothece
  - Chroothece mobilis
- genre Dixoniella
  - Dixoniella grisea
- genre Erythrolobus
  - Erythrolobus coxiae
  - Erythrolobus madagascarensis
- genre Flintiella
  - Flintiella sanguinaria
- genre Porphyridium
  - Porphyridium aerugineum
  - Porphyridium purpureum
  - Porphyridium sordidum
- genre Timspurckia
  - Timspurckia oligopyrenoides

Selon World Register of Marine Species (7 août 2013) :
- genre Erythrolobus J.L.Scott, J.B.Baca, F.D.Ott & J.A.West, 2006
- genre Flintiella F.D.Ott, 1970
- genre Porphyridium Nägeli, 1849
- genre Timspurckia E.C. Yang, J.L. Scott & J.A. West, 2010
- genre Chaos Bory de Saint-Vincent ex Desmazières, 1823
- genre Sarcoderma Ehrenberg, 1830